# If I Can't
«If I Can't» — четвертий і останній сингл американського репера 50 Cent з його дебютного студійного альбому Get Rich or Die Tryin'. Трек — одна з чотирьох пісень на платівці, які спродюсував Dr. Dre. Основна думка композиції: «If I can't do it it can't be done» (укр. «Якщо я не можу щось зробити, це просто неможливо зробити»).

## Відеокліп
На початку відео білий чоловік представляє 50 Cent. У кліпі можна побачити Young Buck, Ллойда Бенкса, Тоні Єйо, Докора Дре та Емінема. Кліп складається з фраґментів живих виступів та документальних кадрів. Цим він нагадує відео «Sing for the Moment» Емінема.

## Список пісень
Британський CD-сингл
1. «If I Can't» — 3:16
2. «Poppin' Them Thangs» (у виконанні G-Unit) — 3:45
3. «In da Club» (Live in New York) — 4:52
4. «If I Can't» (Music Video) — 3:24
5. «Poppin' Them Thangs» (Music Video) — 3:48

Німецький CD-сингл
1. «If I Can't» — 3:16
2. «Poppin' Them Thangs» (у виконанні G-Unit) — 3:45

Австралійський CD-сингл
1. «If I Can't» — 3:16
2. «In da Club» (Live in New York) — 4:52
3. «What Up Gangsta» (Live in New York) — 4:08
4. «If I Can't» (Instrumental) — 3:08

## Ремікси
- «If I Can't» (з участю Jay-Z) — бонус-трек на DVD 50 Cent: The New Breed.[4]

## Чартові позиції
| Чарт (2003-2004)                   | Найвища позиція |
| ---------------------------------- | --------------- |
| Австралія                          | 22              |
| Австрія                            | 48              |
| Валлонія                           | 5               |
| Велика Британія                    | 10              |
| Нідерланди                         | 14              |
| Німеччина                          | 39              |
| Нова Зеландія                      | 56              |
| США                                | 76              |
| US Billboard Hot Rap Tracks        | 15              |
| US Billboard Hot R&B/Hip-Hop Songs | 34              |
| Угорщина                           | 26              |
| Фландрія                           | 24              |
| Швейцарія                          | 15              |